# Esgos
Esgos (spanisch: Villamarín) ist ein Ort und eine Gemeinde im Nordwesten Spaniens mit 1.102 Einwohnern (Stand: 2024). Sie liegt in der Provinz Ourense, innerhalb der Autonomen Region Galicien.

## Lage
Esgos liegt etwa 18 Kilometer ostsüdöstlich von Ourense in einer Höhe von ca. 580 m.

## Bevölkerungsentwicklung der Gemeinde
Quelle: INE-Archiv – grafische Aufarbeitung für Wikipedia
Die kontinuierliche Bevölkerungsrückgang in der zweiten Hälfte des 20. Jahrhunderts ist im Wesentlichen auf die Mechanisierung der Landwirtschaft und den damit einhergehenden Verlust an Arbeitsplätzen zurückzuführen.

## Gemeindegliederung
Die Gemeinde Esgos ist in sieben Parroquias gegliedert:
| Parroquias           | Patrozinium  | Einwohner 2024 | Fläche km² | Dichte Einw./km² | Höhe msnm | Ortskennzahl |
| -------------------- | ------------ | -------------- | ---------- | ---------------- | --------- | ------------ |
| Esgos                | Santa María  | 369            | 6,87       | 54               | 580       | 32031020000  |
| Loña do Monte        | San Salvador | 59             | 0,93       | 63               | 0         | 32031030000  |
| Os Pensos            | San Pedro    | 52             | 6,94       | 7                | 762       | 32031040000  |
| Rocas                | San Pedro    | 57             | 8,24       | 7                | 0         | 32031050000  |
| Santa Olaia de Esgos | Santa Olaia  | 71             | 5,85       | 12               | 580       | 32031010000  |
| Triós                | San Pedro    | 44             | 1,22       | 36               | 0         | 32031060000  |
| Vilar de Ordelles    | Santa María  | 447            | 7,75       | 58               | 517       | 32031070000  |

## Wirtschaft
| Ackerbau, Viehzucht und Fischerei                                                  | 025 | 06,70  |
| Industrie                                                                          | 058 | 015,55 |
| Bauwirtschaft                                                                      | 037 | 09,92  |
| Dienstleistungsbetriebe                                                            | 253 | 067,83 |
| Total                                                                              | 373 | 100,00 |
| * Daten aus dem Statistischen Amt für Wirtschaftliche Entwicklung in Galicien, IGE |     |        |

## Sehenswürdigkeiten

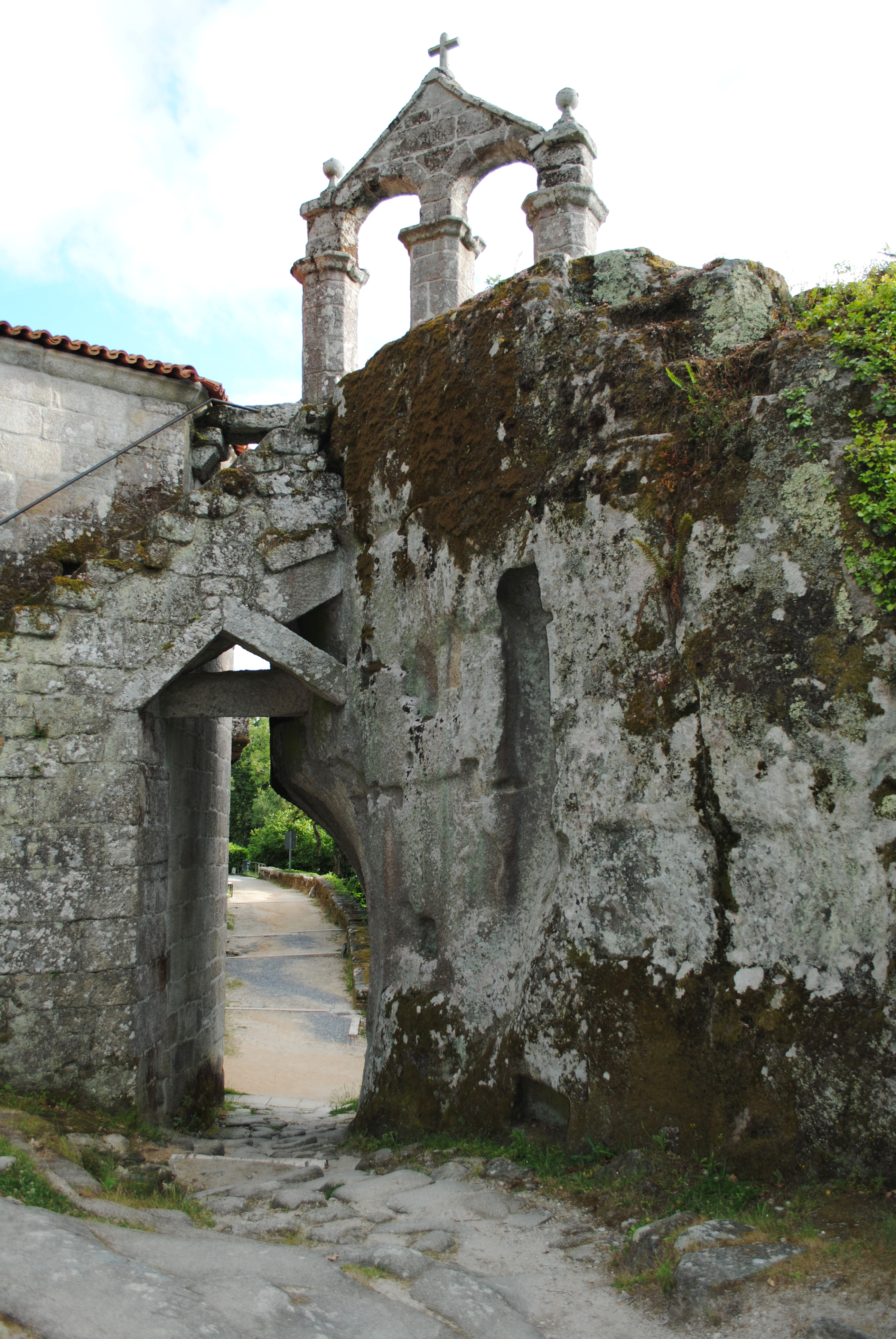
Peterskloster
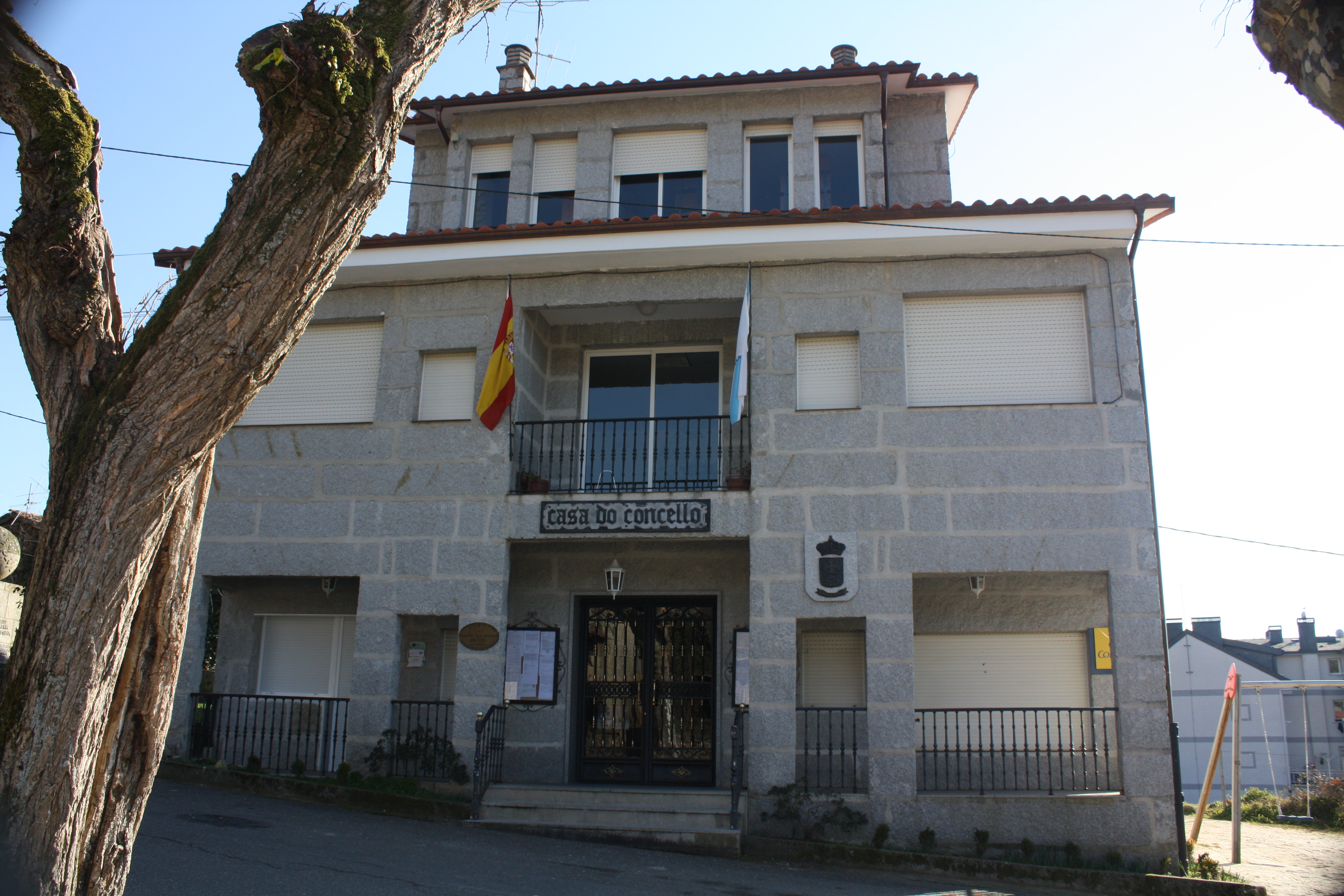
Rathaus

- Peterskloster
- Rathaus

## Persönlichkeiten
- Manuel Blanco Romasanta (1809–1863), Serienmörder
- Ramón Parada Justel (1871–1902), Maler
- José Luis Baltar (* 1940), Politiker